# Douglas Lindelöw
Douglas Lindelöw född 10 december 1990, är en svensk hoppryttare som tävlar för Flyinge hästsportklubb. Han tog EM-silver i laghoppning tillsammans med det svenska laget vid Europamästerskapen i ridsport 2017 i Göteborg. Han blev svensk mästare i banhoppning inomhus 2010 i Helsingborg.

## Topphästar
- Zacramento (Valack född 2005) Brun Svenskt varmblod, e:Cardento u:Madam Butterfly ue:Cortus[1]

### Tidigare
- Talina (Sto född 2000), Brun Holländskt varmblod, e:Matterhorn u:Wendie ue:Heidelberg[2]
- Casello (Valack född 2003) fuxfärgad Holsteinare, e:Casall u:O-Cariva ue:Carolus I[3]